# Spandler Csaba
Spandler Csaba (Mór, 1996. március 7. –) magyar labdarúgó, jelenleg a Videoton játékosa. Általában belső védőként szokott játszani.

## Pályafutása

### Klubcsapatokban
2005 és 2013 között a Videoton ifjúsági csapataiban játszott. 2014-ben profi szerződést írt alá a Puskás Akadémiával. Augusztus 1-jén a Pécs elleni mérkőzésen mutatkozott be a magyar bajnokságban.
2016 elején a Csákvárban játszott kölcsönben. Ugyanezen év nyarán visszatért a Puskás Akadémiához, az idény végén feljutották az NB I-be. Április 23-án a Mosonmagyaróvár elleni mérkőzésen megszerezte első gólját a klubban.

#### Fehérvár
2023 nyarán Fehérvárra igazolt, és hároméves szerződést írt alá. Július 29-én debütált a klubban az Újpest elleni bajnokin.
2024. július 25-én az azeri Sumqayıt ellen 2–1-re megnyert Konferencia Liga selejtező mérkőzésen ő fejelte a győztes gólt.

### A válogatottban
Többszörös utánpótlás-válogatott. 2021. május 6-án Marco Rossi szövetségi kapitány nevezte őt a magyar válogatott Európa-bajnokságra készülő 30 fős bő keretébe.

## Sikerei, díjai
Puskás Akadémia
- Magyar kupa ezüstérmes (1): 2017–2018

- Magyar labdarúgó-bajnokság bronzérmes (2): 2019–20,  2021–22
- Magyar labdarúgó-bajnokság ezüstérmes (1): 2020–21